# شرق الولايات المتحدة
شرق الولايات المتحدة، يطلق عليه أحيانا الشرق الأمريكي أو ببساطة الشرق، وهي المنطقة التي توافقت مع حدود الولايات المتحدة التي ذكرت في معاهدة باريس (1783)، التي وضعت حدود الدولة الجديدة إلى الغرب على طول نهر المسيسيبي. وهي متنوعة جغرافيا، تمتد عبر شمال شرق وجنوب شرق وكذلك الجزء الشرقي من وسط الولايات المتحدة.

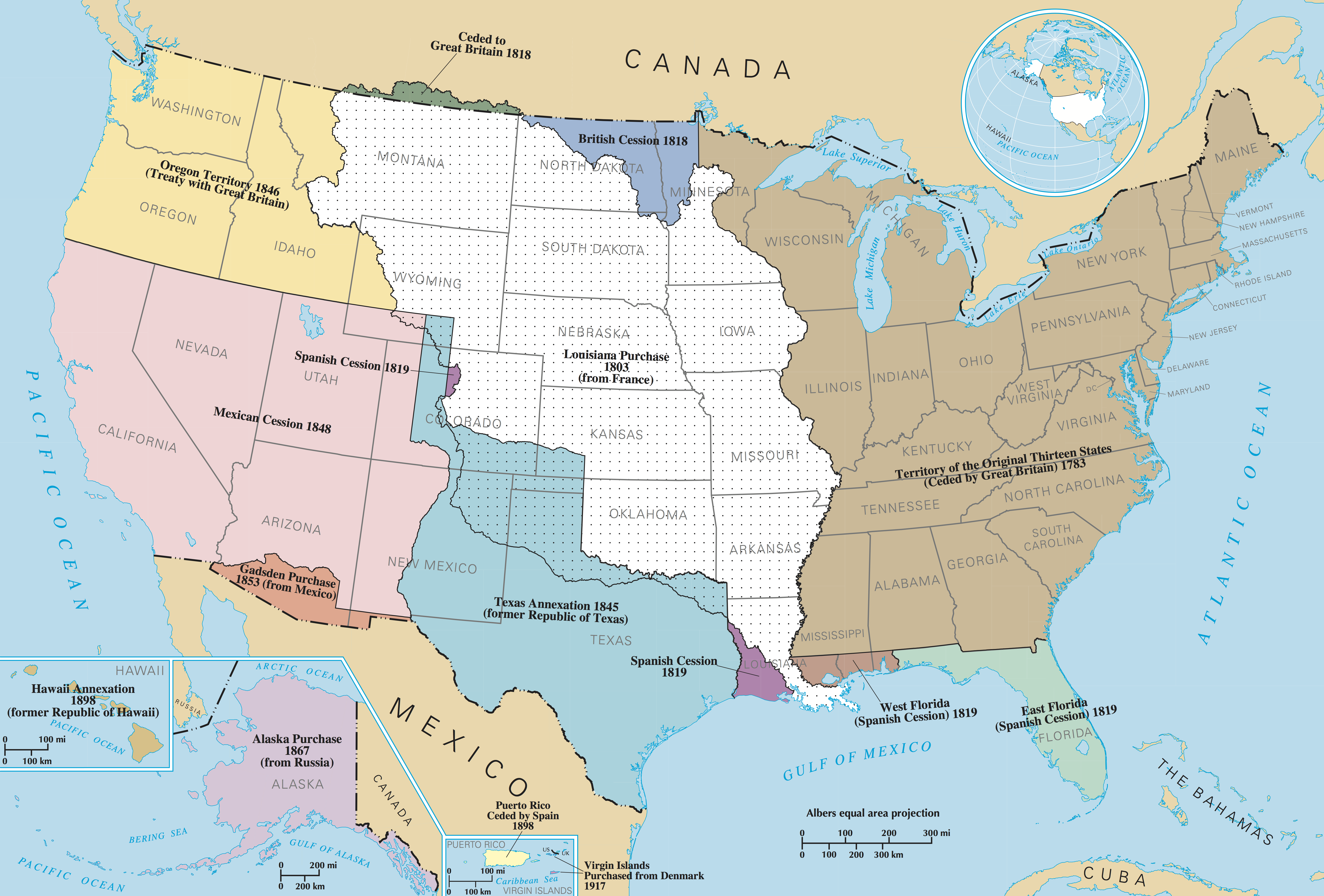
منطقة تنازلت عنها بريطانيا العظمى للولايات المتحدة في عام 1783 (البني الفاتح) وعادة ما يعترف بها كشرق الولايات المتحدة. وتم الاعتراف بلويزيانا وفلوريدا المملوكة كمنطقة حدودية غربية وجنوبية في أيام الجمهورية الأولى. تعتبر تكساس غربية رغم أنها شرق جبال روكي.